# (400167) 2006 VS134
(400167) 2006 VS134 es un asteroide perteneciente al cinturón de asteroides, descubierto el 15 de noviembre de 2006 por el equipo del Catalina Sky Survey desde el Catalina Sky Survey, Arizona, Estados Unidos.

## Designación y nombre
Designado provisionalmente como 2006 VS134.

## Características orbitales
2006 VS134 está situado a una distancia media del Sol de 2,603 ua, pudiendo alejarse hasta 3,295 ua y acercarse hasta 1,911 ua. Su excentricidad es 0,265 y la inclinación orbital 7,075 grados. Emplea 1534,03 días en completar una órbita alrededor del Sol.

## Características físicas
La magnitud absoluta de 2006 VS134 es 16,8. Tiene 2 km de diámetro y su albedo se estima en 0,169.